# گیرنده استیل‌کولین موسکارینی

استیل‌کولین - آگونیست طبیعی گیرنده‌های موسکارینی و نیکوتینی است.

موسکارین - آگونیستی است که برای تمایز بین این دو دسته از گیرنده‌ها استفاده می‌شود. به‌طور معمول در بدن یافت نمی‌شود.

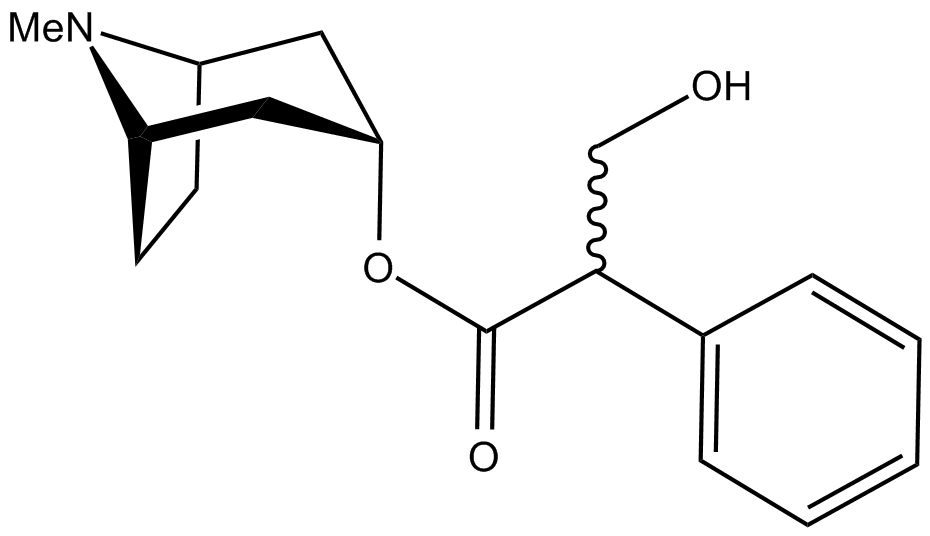
آتروپین - یک آنتاگونیست.

گیرنده‌های استیل‌کولین موسکارینی (به انگلیسی: Muscarinic acetylcholine receptor)، یا mAChRs، گیرنده‌های استیل‌کولین هستند که کمپلکس‌های گیرنده جفت‌شده با پروتئین G را در غشای سلولی نورون‌های خاص و سلول‌های دیگر تشکیل می‌دهند. آنها چندین نقش را ایفا می‌کنند، از جمله به عنوان گیرنده انتهایی اصلی تحریک‌شده توسط استیل کولین آزاد شده از الیاف پست‌گانگلیونی در دستگاه عصبی پاراسمپاتیک هستند.
گیرنده‌های موسکارینی به این دلیل با این نام شناخته می‌شوند که به موسکارین حساس تر از نیکوتین هستند. همتایان آنها گیرنده‌های نیکوتین استیل‌کولین (nAChRs)، کانال‌های یونی گیرنده هستند که در دستگاه عصبی خودمختار نیز مهم هستند. بسیاری از داروها و مواد دیگر (به عنوان مثال پیلوکارپین و اسکوپولامین) این دو گیرنده مجزا را با عمل به عنوان آگونیست یا آنتاگونیست انتخابی دستکاری می‌کنند.